# Melithaea nodosa
Melithaea nodosa is een zachte koraalsoort uit de familie Melithaeidae. De koraalsoort komt uit het geslacht Melithaea. Melithaea nodosa werd in 1889 voor het eerst wetenschappelijk beschreven door Wright & Studer. 